# Hinotori
Hinotori (jap. ひのとり; „Feuervogel, Phönix“), ursprünglicher Name ASTRO-A, war ein zur Sonnenbeobachtung gebauter japanischer Röntgensatellit.
Der vom Institute of Space and Astronautical Science gebaute Satellit wurde am 21. Februar 1981 mit einer M-3S-Rakete vom Kagoshima Space Center gestartet. Hinotori gewann Bilder von Sonnenflares im Röntgenlicht und Röntgenspektren dieser Flares. Hinotori trat am 11. Juli 1991 wieder in die Erdatmosphäre ein und verglühte.